# الدوري الدنماركي لكرة السلة
الدوري الدنماركي لكرة السلة هو دوري كرة سلة للمحترفين في الدنمارك تأسس في 1998 يلعب فيه 10 فريقاً. يعتبر فريق راكن بيرز هو الأكثر تتويجا باللقب.

## أبرز الفرق
- راكن بيرز
- ليمفيج باسكت
- سفيندبورج رابيتس

## وصلات خارجية
- الموقع الإلكتروني